# Leptogorgia festiva
Leptogorgia festiva är en korallart som beskrevs av Duchassaing och Giovanni Michelotti 1860. Leptogorgia festiva ingår i släktet Leptogorgia och familjen Gorgoniidae. Inga underarter finns listade i Catalogue of Life.